# Distretto di Socos
Il distretto di Socos è uno dei quindici distretti della provincia di Huamanga, in Perù. Si trova nella regione di Ayacucho e si estende su una superficie di 81,75 chilometri quadrati.

Istituito il 14 giugno 1968, ha per capitale la città di Socos; nel censimento del 2005 contava 7.454 abitanti.